# Telegrapheninsel
Die Telegrapheninsel, arabisch جزيرة مقلب, DMG Ǧazīrat Maqlab oder جزيرة تلغراف / Ǧazīrat Tiliġrāf, ist eine Insel im Chaur asch-Scham, dem inneren, fjordartigen Teil der Chasab-Bucht, im Sultanat Oman.

## Geographie
Die Insel liegt weniger als 400 Meter von der Küste der Halbinsel Musandam und weniger als 500 Meter südlich der wesentlich größeren, aber sehr viel weniger bekannten Scham-Insel. Der arabische Name stammt vom kleinen Dorf Al-Maqlab, das einen Kilometer südöstlich an der Festlandsküste gelegen ist.
Sie ist 160 Meter lang, bis 90 Meter breit und weist eine Fläche von 1,1 Hektar auf. Sie erreicht eine Höhe von 22 Metern.

## Geschichte
Ihren Namen erhielt die Insel durch eine Telegraphenkabel-Repeaterstation, die 1864 als Teil der Verbindung von London nach Indien auf der Insel errichtet wurde. Wegen unerwarteter Probleme, unter anderem durch die Hitze bedingt, war die Station aber nur wenige Jahre in Betrieb. Heute sind nur noch die Grundmauern von ihr zu sehen.